# Compagno di strada
Compagno di strada (o, sia pure meno comunemente, compagno di viaggio), è un'espressione con cui si identificava il simpatizzante di una ideologia politica e della sua corrispondente organizzazione, cooperando nelle sue attività politiche, senza far parte in modo formale di tale struttura.

## Uso originario in ambito letterario
L'espressione è la traduzione del termine russo poputčik (plur. poputčiki), coniato dal rivoluzionario russo Lev Trockij e utilizzato nel saggio Letteratura e rivoluzione del 1925. Nella sua accezione originaria, priva di connotazione negativa, tale termine designava l'intelligencija di derivazione borghese e legata ai canoni culturali del passato, la quale, pur favorevole al regime sovietico, rimaneva da esso culturalmente autonoma. Secondo Trockij, tali figure costituivano un elemento inevitabile nel processo di transizione verso la formazione della nuova arte proletaria. Tra i compagni di strada più significativi vi furono figure di spicco della cultura sovietica degli anni venti e trenta quali Isaak Ėmmanuilovič Babel', Il'ja Grigor'evič Ėrenburg, Leonid Maksimovič Leonov, Osip Ėmil'evič Mandel'štam.

## Uso politico
In una fase storica successiva (in particolare con l'inizio della guerra fredda) con tale concetto si intesero indicare, con una connotazione anche negativa, gli intellettuali del blocco occidentale, più o meno filo sovietici e filo comunisti pur formalmente non iscritti nei rispettivi partiti comunisti nazionali. In tale accezione, il significato di compagno di strada (o di viaggio) era vicino a quello di utile idiota.
Un esempio di tale uso è in una lettera di Gaetano Salvemini ad Augusto Monti del 1952. In merito ai richiami alla Resistenza italiana nel dibattito politico del tempo, Salvemini scrisse: «Io non riesco a capire chi non vuole andare coi comunisti ora che si parla di resistenza, mentre ne accettò bene il sangue quando si faceva la resistenza. Ma non capisco neanche con quale diritto i comunisti vogliono fare oggi un loro monopolio della resistenza, negando il diritto di partecipare alle celebrazioni e alle rivendicazioni della resistenza a chi non è né comunista, né compagno di viaggio, né idiota utile».